# A magyar labdarúgó-válogatott 2022. március 29-i mérkőzése
A magyar labdarúgó-válogatott a 2022-es év második  mérkőzését Észak-Írország ellen játszotta 2022. március 29-én. Ez volt a magyar labdarúgó-válogatott 968. mérkőzése.

## Helyszín
A találkozó a belfasti Windsor Parkban került megrendezésre.

## Örökmérleg a mérkőzés előtt
| Sorszám | Időpont              | Helyszín | Eredmény  | Kiírás       |
| ------- | -------------------- | -------- | --------- | ------------ |
| 1/627   | 1988. október 19.    | Budapest | 1–0 (0–0) | vb-selejtező |
| 2/635   | 1989. szeptember 06. | Belfast  | 2–1 (2–0) | vb-selejtező |
| 3/741   | 2000. április 26.    | Belfast  | 1–0 (0–0) | —            |
| 4/837   | 2008. november 19.   | Belfast  | 2–0 (0–0) | —            |
| 5/889   | 2014. szeptember 07. | Budapest | 1–2 (0–0) | Eb-selejtező |
| 6/898   | 2015. szeptember 7.  | Belfast  | 1–1 (0–0) | Eb-selejtező |

| M | Gy | D | V | G+ | G– | Gk | %    |
| - | -- | - | - | -- | -- | -- | ---- |
| 6 | 4  | 1 | 1 | 8  | 4  | +4 | 75,0 |

Források: , 

## Keretek
megjegyzés: A táblázatokban szereplő adatok a mérkőzés előtti állapotnak megfelelőek.
| K                                | Dibusz Dénes       | 19 | 0  | Ferencváros        |
| K                                | Szappanos Péter    | –  | –  | Budapest Honvéd    |
| V                                | Bolla Bendegúz     | 5  | 0  | Grasshopper        |
| V                                | Fiola Attila       | 43 | 2  | MOL Fehérvár       |
| V                                | Kecskés Ákos       | 5  | 0  | Nyizsnyij Novgorod |
| V                                | Lang Ádám          | 46 | 1  | Omónia             |
| V                                | Nagy Zsolt         | 6  | 0  | Puskás Akadémia    |
| V                                | Loïc Nego          | 19 | 2  | MOL Fehérvár       |
| V                                | Willi Orbán        | 28 | 5  | RB Leipzig         |
| KP                               | Gazdag Dániel      | 12 | 3  | Philadelphia Union |
| KP                               | Nagy Ádám          | 58 | 1  | AC Pisa            |
| KP                               | Schäfer András     | 16 | 3  | Union Berlin       |
| KP                               | Callum Styles      | 1  | 0  | Barnsley           |
| KP                               | Szoboszlai Dominik | 19 | 5  | RB Leipzig         |
| KP                               | Vécsei Bálint      | 7  | 1  | Ferencváros        |
| CS                               | Ádám Martin        | 1  | 0  | Paks               |
| CS                               | Sallai Roland      | 31 | 5  | Freiburg           |
| CS                               | Schön Szabolcs     | 8  | 0  | Dallas             |
| CS                               | Szalai Ádám        | 79 | 25 | Basel              |
| CS                               | Varga Kevin        | 13 | 1  | Young Boys         |
| Szövetségi kapitány: Marco Rossi |                    |    |    |                    |

| K                                   | Conor Hazard           | 4   | 0  | Helsingin JK        |
| K                                   | Bailey Peacock-Farrell | 29  | 0  | Sheffield Wednesday |
| K                                   | Luke Southwood         | 1   | 0  | Reading             |
| V                                   | Daniel Ballard         | 12  | 1  | Millwall            |
| V                                   | Ciaron Brown           | 1   | 0  | Oxford United       |
| V                                   | Craig Cathcart         | 68  | 2  | Watford             |
| V                                   | Shane Ferguson         | 54  | 2  | Rotherham United    |
| V                                   | Tom Flanagan           | 13  | 0  | Shrewsbury Town     |
| KP                                  | Stuart Dallas          | 61  | 3  | Leeds United        |
| KP                                  | Steven Davis           | 133 | 13 | Rangers             |
| KP                                  | Liam Donnelly          | 3   | 0  | Motherwell          |
| KP                                  | Corry Evans            | 69  | 2  | Sunderland          |
| KP                                  | Matty Kennedy          | 3   | 0  | Aberdeen            |
| KP                                  | Paddy Lane             | 0   | 0  | Fleetwood Town      |
| KP                                  | Ali McCann             | 10  | 1  | Preston             |
| KP                                  | Niall McGinn           | 69  | 6  | Dundee              |
| KP                                  | George Saville         | 36  | 0  | Millwall            |
| KP                                  | Jordan Thompson        | 21  | 0  | Stoke City          |
| CS                                  | Dion Charles           | 7   | 0  | Bolton Wanderers    |
| CS                                  | Shayne Lavery          | 10  | 1  | Blackpool           |
| CS                                  | Josh Magennis          | 66  | 9  | Wigan Athletic      |
| CS                                  | Gavin Whyte            | 22  | 4  | Oxford United       |
| Szövetségi kapitány: Ian Baraclough |                        |     |    |                     |

## A mérkőzés
| 2022. március 29. 20:45 |

| Észak-Írország                                | 0 – 1               | Magyarország             |
| --------------------------------------------- | ------------------- | ------------------------ |
| Cathcart 27' Davis 58' Saville 84' Dallas 85' | (0 – 0) Jegyzőkönyv | 56', 56' Sallai 56' Lang |

| Windsor Park, Belfast Nézőszám: 18 000 Játékvezető: Robert Harvey (ír) |

### Az összeállítások
| Észak-Írország | Magyarország |

| Negyedik játékvezető: Neil Doyle Asszisztensek: Dermot Broughton Darragh Keegan |

A mérkőzés statisztikái
| Észak-Írország |                      | Magyarország |
| -------------- | -------------------- | ------------ |
| 44 (%)         | Labdabirtoklás       | 56 (%)       |
| 0              | Gól                  | 1            |
| 4              | Sárga lap            | 3            |
| 0              | Piros lap            | 0            |
| 3              | Szöglet              | 3            |
| 2              | Les                  | 3            |
| 10             | Lövés                | 7            |
| 4              | Kaput eltalált lövés | 2            |
| 2              | Blokkolt lövés       | 2            |
| 371            | Passz                | 503          |
| 293            | Sikeres passz        | 427          |
| 79 (%)         | Passz hatékonyság    | 85 (%)       |
| 11             | Szabálytalanságok    | 17           |